# Montegiordano
Montegiordano es un municipio de 1.961 habitantes, situado en el territorio de la provincia de Cosenza, en Calabria (Italia). El pueblo está dividido en dos núcleos: Montegiordano Centro (650 m s. n. m.) y Montegiordano Marina (0 m s. n. m.).

## Hermanamientos
Montegiordano está hermanada con:  
- Zakroczym (Polonia).

## Demografía
| Gráfica de evolución demográfica de Montegiordano entre 1861 y 2001 |
|                                                                     |
| fuente ISTAT - elaboración gráfica a cargo de Wikipedia             |